# Walter Ritzenhofen
Walter Ritzenhofen (* 9. Juni 1920 in Düsseldorf; † 16. Februar 2002 in Hilden) war ein deutscher Maler und Grafiker.

## Leben
Ritzenhofen wurde in eine Künstlerfamilie geboren und begann schon als kleiner Junge mit dem Zeichnen. Ein häufiges Motiv war dabei sein bärtiger Vater, der Maler Hubert Ritzenhofen. Seine Mutter war Helena Petronella (* 1894), die Tochter des aus ’s-Hertogenbosch gebürtigen Düsseldorfer Bildhauers Adrian Carnas (1862–1948). Im Jahr 1939, nach dem Abitur, wurde er in die Wehrmacht einberufen. Anschließend war er sechs Jahre Soldat an der Front. In dieser Zeit fand er Gelegenheit, Zeichnungen und Aquarelle zu fertigen, die ihm nach dem Krieg, im Herbst 1945, dazu dienten, sich für ein Malereistudium an der Kunstakademie Düsseldorf zu bewerben. Dort waren Wilhelm Schmurr, Theo Champion, Ewald Mataré, Otto Pankok und Otto Coester seine Lehrer.
Nach dem Studium wurde er freischaffender Maler und gründete 1953 mit anderen Künstlern die Künstlergruppe Niederrhein 53 e. V., die sich zwei Jahre später Gruppe 53 nannte und von 1956 bis 1959 jährlich im Kunstverein für die Rheinlande und Westfalen (Kunsthalle Düsseldorf) ausstellte. Ritzenhofens Bilder, darunter viele Stadtansichten Düsseldorfs, wurden in mehr als 70 Ausstellungen präsentiert. Zu seinen Werken zählt ein Bildnis des Düsseldorfer Oberbürgermeisters Josef Kürten in der „Bürgermeistergalerie“ des Düsseldorfer Rathauses sowie ein Porträt des Ingenieurwissenschaftlers und Staatssekretärs Leo Brandt, dessen Vollendung er für den verstorbenen Maler Oswald Petersen übernommen hatte. Ritzenhofens Nachlass mit mehr als 400 Werken übernahm sein Sohn Andreas.
Am 19. Mai 1994 wurde Walter Ritzenhofen der Verdienstorden des Landes Nordrhein-Westfalen verliehen.

## Veröffentlichungen
- mit Joachim Grünhagen: Gesichter. Düsseldorf 1976.
- Selbstportrait. Düsseldorf 1995.